# Ошибки в надписях на почтовых марках
Оши́бки в на́дписях на почто́вых ма́рках — совокупность ошибок гуманитарного характера, касающихся различного рода надписей на официально выпущенных в обращение почтовых марках — в номинале, названии государства, именовании и датировке события, которому марка посвящена, именах и титулах изображённых на ней людей, годах их жизни, названиях элементов рисунка, иных сопутствующих обстоятельств и т. д.

## Описание
Ошибки в надписях появляются на этапе создания рисунка почтовой марки по вине художника, гравёра, а также почтового чиновника, почты в целом или властей государства, некорректно сформулировавших первым задание или не проследивших за его надлежащим выполнением. Большинство ошибок в надписях вызвано недостаточной грамотностью, неосведомлённостью или невнимательностью исполнителей. В первых двух случаях итогом становятся смысловые ошибки, в третьем случае это опечатки, описки.
В очень редких случаях ошибки в надписях делаются преднамеренно (см. Пропагандистская филателия), однако в этом случае нельзя говорить об официальности их выпусков. Как правило ошибки в надписях несовместимы со статусом официального знака почтовой оплаты и почтовое ведомство прикладывает усилия для ликвидации брака. Иногда из-за ошибок в надписях возникают скандалы и сопутствующий им коммерческий ажиотаж.

## Классификация
Ошибки в надписях или надпечатках обычно разделяют на следующие категории:
- Ошибки в цифрах:
  - ошибки в номинале;
  - ошибки в датах;
  - ошибки в географических координатах.
- Ошибки в статусных надписях:
  - ошибки в наименованиях государств, территорий и государственной символике;
  - ошибки в именах, отчествах, титулах персон;
  - ошибки в языках, алфавитах;
  - ошибки в служебных надписях.
- Ошибки в фактах и понятиях.
- Дополнительные «тайные» надписи по инициативе гравёра.

Ниже в качестве примеров приводятся наиболее известные случаи ошибок в надписях на почтовых марках.

## Ошибки в цифрах
Швеция, 1877
В стандартной серии марок образца 1872 года, содержавшей обозначение номинала как цифрой, так и надписью, и печатавшейся со старых клише, последние при печати марки в 20 эре были повреждены. Этот фрагмент был изъят из печатной формы и заменён клише марки 30 эре. При этом число «30» в центре поменяли на «20», а про надпись забыли. В результате в обращение поступила марка-гибрид с числом «20» и надписью tretio («тридцать») вместо tjugo. В конце 1970-х годов её коммерческая стоимость составляла не 20 и не 30 эре, а 5000 долларов США. В наше время по данным каталога «Скотт» негашёный экземпляр обойдётся уже в $7500, в то время как цена его нормальных соседей по серии составляет ныне $175 за марку в 20 эре и $260 за 30.
США, 1917
При печати стандартной серии с профилем Джорджа Вашингтона часть клише красной двухцентовой марки было заменено аналогичным клише пятицентовой — без исправления цифр в нижних углах. В результате в листах по 400 двухцентовиков на свет появились и такие же красные пятицентовые марки (их нормальный цвет — синий). Плюс к тому часть тиража оказалась без перфорации. Ныне каталожная цена неперфорированного листа двухцентовиков с пятицентовым вкраплением (а их известно всего 48) — 24 000 долларов США (каждый пятицентовый экземпляр — 500). Версия с зубцовкой (таких марок на руках филателистов более 100 тысяч штук) стоит 350—400 долларов для хорошо отцентрованного экземпляра.
Польша, 1948
На почтовой марке номиналом 30 злотых из серии, посвящённой столетию антимонархических европейских революций 1848 года (так называемая «Весна народов»), изображающей двух польских генералов-участников событий, две ошибки в датах. Генерал Генрих Дембинский умер не в 1866, а в 1864 году, а генерал Юзеф Бем родился в 1794, а не в 1795 году.
Италия, 1950
На почтовой марке номиналом 20 лир, выпущенной в память об основателях текстильной промышленности страны Гаэтано Марцотто (итал. Gaetano Marzotto) и Алессандро Росси, неверно обозначен год смерти последнего. Это 1898-й, а не 1918 год.
Бельгия, 1976
Изображённый на почтовой марке кардинал Мерсье (фр. Désiré-Joseph Mercier), духовный и национальный лидер бельгийцев времён Первой мировой войны, родился в 1851, а не в 1856 году, как там напечатано.
Украина, 2005
В рамках многолетней серии «История войска на Украине» (укр. «Історія війська в Україні») в 2005 году увидела свет почтовая марка с изображением литовского гетмана князя Константина Острожского, посвящённая битве под Оршей, где объединённые войска Великого княжества Литовского и Королевства Польского разгромили войско Русского государства 8 сентября 1514 года. Однако по недосмотру Укрпошты на марке фигурирует ошибка в написании имени («Констянтин» вместо «Костянтин») и ошибочная надпись «Орша 1512».

## Ошибки в статусных надписях
Маврикий, 1847
В 1847 году 31-летний местный ювелир, часовщик и гравёр Джозеф Барнард, француз по происхождению (по другим данным еврей из британского Портсмута), допустил ошибку в клише, с которых были напечатаны первые почтовые марки этого острова: вместо надписи «Post paid» («Почтовый сбор взыскан») он выгравировал «Post office» («Почтовое отделение»). Ныне эти марки известны как «Голубой Маврикий» и «Розовый (или „Оранжевый“) Маврикий», тираж каждой составил всего 500 (по другим данным 1500) экземпляров. После обнаружения ошибки почта Маврикия немедленно отпечатала второй, исправленный тираж. До сегодняшнего дня удалось отыскать лишь 29 штук с надписью Post office.
Одну из таких негашёных двупенсовых марок приобрёл в 1904 году на аукционе принц Уэльский, будущий король Георг V, за 1450 фунтов стерлингов. В 1963 году конверт с двумя «маврикиями», случайно купленный в 1897 году на индийском базаре, был продан за 78 400 долларов США. Печатная пластина, с которой Барнард печатал ставшие знаменитыми марки, в 1912 году после смерти губернатора Маврикия была немедленно куплена у его наследников англичанином Лесси Стокеном. Несмотря на активное противодействие колониального департамента Великобритании, она осталась в частных руках, несколько раз перепродавалась и периодически экспонировалась на филателистических выставках, в частности, в 1930-х годах на берлинской Iposta. Ныне цена каждого из «маврикиев» по каталогу «Михель» составляет более 15 млн долларов.
Ряд исследователей, впрочем, отмечает, что допущенная Барнардом оплошность не является ошибкой — достаточно взглянуть, например, на первую общефедеральную почтовую марку США, выпущенную в том же 1847 году и содержащую ту же надпись «Post office», но не вызвавшую по этому поводу особого ажиотажа. Надпись «Post office» была заменена на «US postage» на марках США лишь в 1851 году.
Британская Гвиана, 1852
Почтмейстер колонии Британская Гвиана разместил заказ на печать серии марок 1 и 4 цента в типографии Джозефа Баума и Уильяма Далласа, печатавшей местный правительственный листок «Офишиэл Гэзетт» (англ. Official Gazette), и распорядился, чтобы марки как можно больше походили на официальный выпуск. Что, однако, удалось не в полной мере, и не только из-за примитивности печати. В выпуске-провизории 1852 года девиз колонии на латыни «Damus Petimus Que Vicissim» («Мы даём и мы спрашиваем взамен») превратился в «Мы даём и мы терпим взамен» (patimus вместо petimus).
|                                             |  |
| Британская Гвиана, 1852 и 1856 (Sc #6 и 13) |  |

Османская империя, 1913
В коммеморативной серии на марке номиналом в 10 пара под строкой «Оттоманская почта» (фр. Postes Ottomanes) дана полоска мелкого орнамента. Через два года турецкие власти обнаружили, что орнамент состоит из очень мелких армянских букв. Художник-армянин был арестован и позже умер в ссылке. Между тем, в его надписи, кроме самого факта её появления, не было большого криминала — это было то же словосочетание «Оттоманская почта», только на армянском языке.
Королевство сербов, хорватов и словенцев, 1920
В июне 1920 года впервые в новой валюте — парах и динарах — вышел третий выпуск серии «Веригар», первых почтовых марок Югославии. По воле художника серии словенца Ивана Вавпотича кириллическое название этой валюты на марках номиналов 2, 4, 6 и 10 динар выглядит как «ДNНАРА», то есть буква «И» дана зеркально. Интересно, что на марке 1 динар с тем же сюжетом в надписях всё в порядке.
СССР, 1936
На марке, посвящённой столетию со дня рождения публициста Николая Добролюбова, перепутаны его инициалы — вместо «Н. А.» напечатано «А. Н.».
Бельгия, 1962
Имя первой бельгийской королевы — Луиза Мария Орлеанская. Однако на выпущенной с её портретом почтовой марке в правом верхнем углу стоит монограмма «ML»: её спутали с испанской королевой-регентшей Марией Луизой Орлеанской, жившей полтора века ранее. После обнаружения ошибки был выпущен повторный тираж марки с правильным «L», с которого начинается монаршее имя.
Гамбия, 1986
На марке достоинством 10 даласи (Sc #627) из серии, посвящённой автомобилям Карла Бенца, допущена ошибка в имени — вместо «Karl Benz» написано «Larl Benz».
Азербайджан, 1993
В двухмарочной серии, выпущенной ко дню рождения Гейдара Алиева, на марке номиналом в 25 манатов с изображением территории Нахичевани, родины первого президента республики, в первой букве названия художник спутал кириллицу и латиницу. Марка была отозвана и спустя восемь дней переиздана с исправлением, но с другой ошибкой: вместо «Naxçıvan» на марке напечатано «Naxcivan».
США, 2000
Одна ошибка за другой случилась в истории появления 60-центовой авиапочтовой марки (Sc #C135), на которой был запечатлён Большой Каньон — главная достопримечательность американского штата Аризона. Отпечатанная массовым тиражом в 100 миллионов экземпляров, миниатюра содержала неправильную надпись: «Большой Каньон. Колорада». При этом не только был указан неверный штат — Колорадо, но и имя его оканчивалось не на ту букву. Все марки были уничтожены, а взамен их были эмитированы новые, с исправленной надписью — «Большой Каньон. Аризона», что дополнительно обошлось почтовому ведомству примерно в 500 тыс. долларов. Однако и на новой марке вскоре обнаружили ошибку, на этот раз в рисунке, на котором каньон был дан в зеркальном отображении (см. подробности в статье Сюжетные ошибки на почтовых марках).

## Ошибки в фактах и понятиях
Франция, 1937
На почтовой марке, выпущенной к трёхсотлетию выхода в свет знаменитого философского сочинения Рене Декарта «Рассуждение о методе, чтобы верно направлять свой разум и отыскивать истину в науках», вместо «Рассуждения о методе» получилось «Рассуждение метода» (le Discours sur la méthode вместо le Discours de la méthode). Марка была перевыпущена с исправленным текстом (Sc #331), причём её корректный вариант оценивается каталогами втрое выше первоначального.
СССР, 1943
На двухмарочной серии (30 и 60 коп.), посвящённой 125-летию со дня рождения Ивана Тургенева, приведена строчка из его знаменитого стихотворения в прозе «Русский язык» с ошибкой: вместо «великий, могучий, правдивый и свободный» — «великий, могучий, справедливый и свободный». Марка отозвана и переиздана не была.
ГДР, 1956
На серии из двух (10 и 20 пфеннигов) почтовых марок, посвящённой столетию со дня смерти композитора Роберта Шумана после выхода марок в свет обнаружилось, что позади его портрета были даны ноты «Песни ночного странника» на стихотворение Гёте, принадлежащие Францу Шуберту. Марку изъяли из продажи через четыре дня и спустя три месяца допечатали исправленный вариант с нотами самого Роберта Шумана.
СССР, 1967
Надпись на марке из советской серии «Космическая фантастика» была частично запечатана по причине подозрения в астрономической ошибке. Художник сюжета марки, герой-космонавт Алексей Леонов, изобразил вид Земли с Луны, как если бы его созерцали члены будущей лунной экспедиции, и так и озаглавил свою картину: «На Луне. Восходит Земля». Запечатка была сделана чёрной краской так, чтобы она выглядела частью рисунка на марке — теневой деталью поверхности Луны, но одновременно закрыла правую часть надписи со словами «Восходит Земля». Вероятно, после производства этой серии посчитали, что восхода Земли с Луны наблюдать невозможно. Тем не менее в одной из публикаций, вышедших позднее в издательстве «Наука», факт восхода Земли на Луне при определённом положении наблюдателя был подтверждён, и, следовательно, исправленная на почтовой миниатюре ошибка была на самом деле мнимой.
Польша и Марокко, 1968
Обе страны с промежутком в два месяца выпустили почтовые марки, посвящённые Олимпийским играм в Мехико, с одной и той же ошибкой. При изображении баскетболистов-мужчин на груди одного из них ясно читается номер «3» — хотя в баскетболе игроки носят номера с 4-го по 15-й.
СССР, 1974
На двух марках декабрьской серии 1974 года «Отечественное авиастроение», несмотря на надписи, вместо биплана С. В. Гризодубова № 2 изображён первый тип самолёта этого конструктора, известный как «Гризодубов-Райт», а вместо самолёта «Россия-А» — самолёт «Фарман-IV», конструктивные идеи которого легли в основу создания «России-А».
- Ошибочные надписи на марках СССР из серии «Отечественное авиастроение» (1974)
- «Биплан С. В. Гризодубова № 2» (ЦФА [АО «Марка»] № 4422)
- «Самолёт „Россия-А“» (ЦФА [АО «Марка»] № 4423)

## Тайные надписи (микропечать)
Гернси, 1941
Нормандские острова (в административном отношении — бейливики Гернси и Джерси) были единственной британской территорией, оккупированной нацистской Германией в ходе Второй мировой войны (с 30 июня 1940 года по 9 мая 1945 года). В феврале 1941 года на острове Гернси иссяк запас почтовых марок, и с разрешения германских оккупационных властей весной были выпущены марки местной почты достоинством в 1 пенни (18 февраля), ½ пенни (7 апреля) и 2½ пенни (12 апреля) — первые почтовые марки Гернси. Все три марки имели одинаковый рисунок (различаясь лишь цветом): вместо традиционного для британской почты портрета короля на них были изображены три геральдических леопарда. Хотя оккупанты думали, что так выглядит герб острова, в действительности многие островитяне понимали истинный смысл рисунка: леопарды выглядели почти так же, как и три леопарда на гербе Великобритании. Более того, по четырём углам рисунка художник разместил крохотные буквы V; эта буква уже с 1941 года приобрела новый смысл, став знаком неизбежной победы сил Сопротивления над врагом.
Джерси, 1941 и 1943
Ещё дальше зашёл художник Мейджор Райбот, которому поручили подготовить аналогичный выпуск марок местной почты для острова Джерси. Он подготовил к выпуски марки достоинством в 1 пенни (выпущена в обращение 1 апреля 1941 года) и ½ пенни (29 января 1942 года) — соответственно, первые почтовые марки Джерси. Они не содержали нацистской символики и потому были признаны и использовались Великобританией после освобождения островов в качестве официальных. Однако на красной однопенсовой марке с гербом территории по углам орнамента стояли четыре микроскопических перевёрнутых буквы АААА, а на зелёной полупенсовой — ААВВ.
Считается, что таким образом создавший их художник выражал протест Адольфу Гитлеру и Бенито Муссолини: АААА расшифровывается как «Ad Avernum Adolpf Atrox» («К чёрту тебя, Адольф-зверь!»), а ААВВ — как «Ad Avernum Bloody Benito» («К чёрту тебя, кровавый Бенито!»). Также, на малиновой трёхпенсовой марке Джерси 1943 года некоторые наблюдатели обнаруживают запретный на тот момент британский королевский вензель GR (англ. George VI Reign), скрытый в рисунке справа и слева от номинала 3d художником этой марки Эдмундом Блампидом (англ. Edmund Blampied).
Впрочем, не исключено, что замысловатые легенды сочинены задним числом: в ещё не оправившейся от войны стране приходилось экономить на многом — и, по-видимому, нужно было подыскать некоторое оправдание использованию тиражей гитлеровских марок, временно решавших почтовые проблемы этой территории Великобритании. Так или иначе, все оккупационные марки Джерси были изъяты из обращения 13 апреля 1946 года.
Польша, 1954
На почтовой марке номиналом 1 злотый 40 грошей из серии, посвящённой десятилетию ПНР, изображающей читателей в библиотеке, на корешках и обложках стоящих на стеллажах книг виднеются имена членов семьи и друзей художника этой марки Чеслава Слани. Оценочная цена марки по каталогу «Скотт» 10 долларов США, в то время как остальные марки той же серии идут в среднем по доллару.
Дания, 1965
На марке, посвящённой столетию первой бизнес-школы в стране (торгового колледжа в Аархусе), в графах таблицы на открытой странице кассовой книги художник Чеслав Сланя мелкими рукописными буквами изобразил имена своих друзей-датчан А. Е. Расмуссена (дат. A.E. Rasmussen) и Р. Сундгаарда (R. Sundgaard).